# Europs (Sohn des Aigialeus)
Europs (altgriechisch Εὔροψ Eúrops) ist in der griechischen Mythologie der zweite König von Sikyon. 
Er ist Sohn des Aigialeus und der Vater des Telchin.